# Moscow (Kansas)
Moscow is een plaats (city) in de Amerikaanse staat Kansas, en valt bestuurlijk gezien onder Stevens County.

## Demografie
Bij de volkstelling in 2000 werd het aantal inwoners vastgesteld op 247.
In 2006 is het aantal inwoners door het United States Census Bureau geschat op 245, een daling van 2 (-0,8%).

## Geografie
Volgens het United States Census Bureau beslaat de plaats een oppervlakte van
0,5 km², geheel bestaande uit land. Moscow ligt op ongeveer 930 m boven zeeniveau.

## Plaatsen in de nabije omgeving
De onderstaande figuur toont nabijgelegen plaatsen in een straal van 36 km rond Moscow.